# 関口克明
関口 克明（せきぐち かつあき）は、デジタルハリウッド大学特任教授。日本大学大学院理工学研究科 非常勤講師。工学博士（日本大学）。日本大学短期大学部建設科長、日本大学理工学部図書館副館長等を歴任。主な研究テーマは室内音響の評価と予測に関する研究。

## 作品
日本大学理工学部建築学科卒業。大学院理工学研究科修了後、同大学理工学部に奉職。
建築音響建築の室内音響設計手法に関して日本建築学会賞（論文）を受賞。
西安建築科技大学と環境共生住居に関する共同プロジェクトで中華民国華夏建設科学技術委員会より中聨重科杯一等賞受賞。

## 所属学会・団体
日本音響学会、日本建築学会、照明学会、人間生活環境系学会、視覚障害リハビリテーション協会、私立大学情報教育協会